# 超級大頭目
《超級大頭目》（英語：Super Big Boss），是台灣中天娛樂台製作的益智綜藝節目，2008年7月14日首播。每星期一至星期五晚間10點播出。（2008年11月7日起改每星期一至星期四播出。）
製作單位是中大製作股份有限公司。製作人為王偉忠、詹仁雄、柯柏羽，主持人為曾國城和楊俐思（Liz）、葉瑋庭（星光二班）。
2008年11月起，Liz和葉瑋庭辭去主持工作，由曾國城一人獨挑大樑，女主持人則由艾莉絲與蝴蝶姐姐代班。
2009年2月4日起，新增助理為Eva。3月2日至3月19日精華重播。

## 現行單元
《超級大頭目》有下列單元，但每集節目只會選擇部分單元進行。進行以下單元之前，每位來賓以及代班主持人必須回答一題常識問答，但不論答案正確與否均不影響積分。

### 頭目隨堂考
遊戲開始前先選擇今天「懲罰果汁壩」的主題，例「媽媽請你要保重」內容有：(媽媽)媽媽麵，(請)芹菜，(你)蒜泥，(要)藥酒，(保)宮保雞丁，(重)粽子，將上述食材加入果汁機中混打成一杯果汁，輸家現場飲用。
遊戲進行主持人曾國城說：頭目隨堂考~(來賓)接：今天考什麼？主持人出題：今天考…「動物園」…來賓陸續接動物名稱，熊貓…老虎…獅子…等，直到有人重複或是拖拍就要接受懲罰!!
已經出現考題有：動物園、果園、花園、幼稚園、遊樂園、360行、兒童樂園等

### 料理賭王-七加八減九上菜
2009/02/04 節目推出全新遊戲，每回合會有多種調味料(最多16種)加上一種基本食材如麵條或飯糰作為這回合的恐怖料理，一開始由起始玩家先丟一顆骰子決定起始醬料數，而後每人輪流丟2顆骰，丟到6順序逆轉，丟到7為加一種醬料，丟到8為減一種醬料，丟到9的人則將負責將恐怖料理吃光光。著名調味料如洋蔥汁、韭菜汁、黃蓮粉等。

### 翻滾吧!腦袋瓜- 請你別叫我的名
11月底 從蝴蝶姐姐 與 艾莉絲 開始代班後的全新單元, 來賓跟主持人必須站成一排後,由曾國城先說:請你別叫我的名 來賓回答:我的名,我的名!
後主持人任選來賓出題 例如: 蝴蝶姐姐-李沛旭 蝴蝶姐姐必須跟上節奏接龍回答說出 李沛旭>李沛旭>蝴蝶姐姐>李沛旭 並且出題給下一位來賓.
遊戲進行到只有一位來賓存活為優勝 (11月版本獲勝來賓獲得：吉列自/手動刮鬍刀及潤膚乳液)

### 誰是大白目

#### 名人躲貓貓
螢幕會播出一段動畫，畫面上有三排類似打地鼠遊戲的洞口，每排有三個洞口，而每個洞口裡有一張人物的圖片（也就是說共有九張圖片）。圖片會隨機從洞口彈出，可能彈出數次，也有可能只彈出一次。動畫結束後，參賽者搶答以取得答題權。獲得答題權者一次說出一位人物的名稱，若答對可繼續回答，而一旦答錯或想不出答案就不能繼續回答，也不能再次搶答。參賽者答題結束後，主持人會請尚未答題的參賽者再次搶答，直到所有參賽者都回答過或所有人物均被猜出為止。每答出一位人物即可獲得該題積分：最前排每題1000分，第二排每題2000分，最後一排每題3000分，因此每一輪遊戲中可獲得的最高積分是18000分。目前保持最高分紀錄的藝人是黃靖倫，在2008年12月22日首播的節目中獲得了17000分。
遊戲推出初期，題目以綜藝界與政界名人為主，後期則加入歷史人物、布袋戲戲偶、雕像、動物等特殊題目。

#### 名人過山車
和「名人躲貓貓」一樣，是回答人物名稱的遊戲，但人物照片的展示方式不同。畫面上有雲霄飛車的軌道，人物照片會與車體一起快速逼近畫面前方，同時逐漸變大，然後消失。一般而言，每次遊戲會有六部車、七張人物照片，每部車上會有一到兩張圖片，也有可能是空車。搶答、答題方式皆與「名人躲貓貓」相同，每答對一題可得1000分。

#### 哇哩咧你哪位
本遊戲目標為猜出經切割並重組的人物照是誰。遊戲分三階段，三階段的分割畫面分別為25宮格、16宮格與9宮格。遊戲推出初期，每階段圖片展示結束後會請參賽者搶答，若有人答對即獲得該階段積分，同時遊戲結束。第一階段答對可獲得8000分，第二階段4000分，第三階段2000分。
之後遊戲方式有所改變，不再以搶答方式進行，每個階段都可以在答案板上寫下自己心目中的答案，因此也可能同時有數人獲得積分。答案正確與否以最後階段的答案為準，也就是說，如果在前面的階段曾經答對，但最後改成錯誤的答案，就不能獲得積分。只在第三階段答對，可得2000分；第二、第三階段都答對，得4000分；三個階段都答對，得8000分。第一、第二階段作答結束後，主持人會提示是否有人答對，但不會公佈是哪位參賽者答對，也不會說出答案。

#### 偶素美女
本單元每次會邀請一位女藝人以未上妝的面貌出現，參賽者必須以攝影機拍攝的局部面孔來判斷這位藝人是誰。遊戲分三階段，第一階段只拍攝鼻子，第二階段同時顯露鼻子與嘴巴，第三階段只露出一隻眼睛。參賽者的回答方式與得分計算皆與「哇哩咧你哪位」後期相同。為了提供更多線索，主持人會請螢幕上的女藝人用鼻子（第一階段）和嘴巴（第二階段）表演指定的情境，例如「吃到芥末」或「舔冰淇淋」等，第一階段也開放每位參賽者向女藝人提出一個問題。遊戲最後揭曉答案時，會請女藝人穿睡衣出場。

#### 偶也素美女
遊戲規則與偶素美女類似，但是改為請圈內型男反串女性角色（護士、警花……等等）四位來賓必須依照提示來猜那位男藝人是誰。

#### 終極比一比
誰是大白目單元，每次有三位藝人同時用比手畫腳方式各表達一個題目，四位來賓從VCR猜出表演主題 每題答對可獲得3000分，每次搶答限回答一位。

#### 叫我K歌王
誰是大白目單元，每次有三位藝人同時唱三首不同的流行歌曲，四位來賓從VCR猜出歌手與歌名，每題答對可獲得3000分，每次搶答限回答一位。

#### 到底在吵啥
誰是大白目單元，每次有三位藝人同時以自言自語方式，各討論(吵)一個主題，四位來賓從VCR猜出歌手與歌名，每題答對可獲得3000分，每次搶答限回答一位。

### 一個頭兩個大
此單元考驗參賽者的記憶力，16宮格中有8樣食物(每樣食物各2格)，首先主持人先讓大家看10秒鐘這8樣食物分別在哪個格子裡？然後4位參賽者輪流翻出主持人的題目(例："西瓜"在哪裡？)如果翻對，可得2000分；翻錯的話，就要把翻錯的食物在10秒內吃下去，否則倒扣100分。

### 嘴忙手亂瞎拼湊（原「一隻嘴花蕊蕊」）
2009/02/04 改為分隊競賽, 絲絲隊(艾莉絲) 與 城城隊(曾國城). 遊戲方式改為輪流接力 計時改成五分鐘 其他規則不變. 獲勝一隊可獲得壹萬元獎金

### 積分變基金
與節目中其他單元相同，決定優勝者獎金的方式亦時常更換。每次節目只會選擇以下其中一種方式進行。

#### 第六感判定
此單元考驗優勝者的運氣。玩法為優勝者的分數變成5張數字牌（如果分數是4位數則前面補0，例：分數為1680分，則有0、1、6、8、0這5張數字牌），分別放在個十百千萬的位子上，主持人將這5張數字牌洗牌重新排列後就是優勝者可帶回的獎金。（例：分數為16840分，則有1、6、8、4、0這5張數字牌，洗牌重新排列後變成84061，優勝者可帶回的獎金就是84061元。）

#### 推酒杯得獎金
遊戲於一狹長桌面上進行，桌面兩側標示「個」至「萬」等位數的區域，當集優勝者則將貼有其積分各位數字的啤酒杯儘可能推入其中，例如將數字「5」推入「萬」即獲得5萬元獎金；但酒杯若在遊戲途中被其他酒杯撞離原位，則以最後停留的位置為準。由於推出的酒杯與殘留的水漬都必須留在桌面上而不可清除，參加遊戲者必須慎重決定推酒杯的順序。
桌面上的區域設置經常更換，大致可分為以下幾種：
- 位數區：分別設有「個」、「拾」、「佰」、「仟」、「萬」等區域，代表最後獲得的獎金位數。若有兩個酒杯落入同一位數，則所獲獎金累加，例如「2」和「3」都推入「個」，可獲得獎金5元。後期節目設有倍數區域，例如「仟x2」，代表推入此區可獲得酒杯上標示之數字的2000倍獎金。五個位數中只有「萬」位不曾有過加倍的設計。
- 再接再厲：設於桌面前半部，推入此區無獎金。
- ！（驚嘆號）：推入此區無獎金。
- 總獎金Double：遊戲結束時若有酒杯停留於此區，則總獎金加倍。

若酒杯掉到桌面以外的區域、落入「再接再厲」、「！」或「萬」等區域，推酒杯者必須喝苦茶一杯。另外，每次主持人會強調「集滿五杯苦茶，送苦茶一壺」，但實際上未曾有過喝完整壺苦茶的藝人。
目前此單元已經取消，因本單元曾經一次送出十幾萬元獎金。

#### 飛碟球拼現金
2008年11月推出的新單元。獲勝來賓必須從蓋住的黃色飛碟球圓盤中選定對打的主持人，並使用有寫獲勝積分各位數字的圓盤（共五個）對打。主持人的龍門分別有千、萬、百三個位數（無十位數）。若主持人打進來賓龍門，則數字累積到個位數。此時節目已無百位數與十位數的積分，因此積分中最多只會出現兩個非0的數字（例：13000分），理論上可能獲得的最高獎金為積分的萬位數與千位數總和的10000倍(例:積分18000分的話,則最高可獲得90000元獎金)。

## 舊有單元

### 極限生理時鐘
來賓站上舞台唱歌來拉長音，拉長音的秒數猜對了即可獲得獎金。而只要猜的秒數與真實拉長音的秒數相差1秒鐘上下，就可獲得獎金，準確猜中（即猜出小數點後0.1秒為單位，例:18.8秒）可得2倍獎金。在20秒以下，每秒可得新台幣100元的獎金，21秒～30秒每秒500元，31秒～40秒每秒1000元，41秒以上每秒10000元。
例如，參賽者想唱曹格《背叛》一歌，參賽者可以選擇對自己有信心的歌詞的最後一個字，如「緊緊相依的心如何 say goodbye…」之中的「bye」為長音，持續多久完全由參賽者自行控制。停止後，主持人詢問參賽者兩次拉長音有持續多少秒，通常第一次不會成為正式答案，第二次後，則為正式答案。主持人請參賽者轉身，要是第二次的答案與螢幕上的數據有上下正負一秒的誤差，即可獲得範圍內的指定獎金，反之則失敗，並有從地面上竄出的乾冰噴向參賽者約2至3秒。
本遊戲進階版 改名為 "爆衝KTV" 來賓改成邊跑跑步機邊拉長音 製作單位會控制紅綠燈 綠燈時 自由演唱 黃燈 >> 紅燈 拉長音. 來賓必須回答答案與螢幕上的數據有上下正負一秒的誤差，即可獲得範圍內的指定獎金，反之則失敗. 若成功則進入第二階段 [小數點三選一] 大於5 小於5 猜中獎金二倍, 若猜中等於5則為三倍. 猜錯拿走第一段獎金不減.  

### 左腦行不行之記憶力
主持人會放一段製作單位精心製作的影片，影片中的細節需要看清楚，因為接下來會有題目，答對了積分由100~5000不等，答錯的話，參賽者會被由身後的背景所噴出的乾冰。之後影片還會在2倍速放一次，考出更難的題目來測試大家的記憶力。題目越簡單積分越少，越難則積分越多。

### 瞬間圖像記憶
此單元考驗參賽者的眼力和瞬間記憶力，畫面上會出現三樣東西，三樣東西全都只出現一瞬間，看完後按鈴搶答剛剛畫面上出現了哪三樣東西?答對可得1000分，共有3題。
| 中天娛樂台 星期一至五22:00～23:00(自2008年11月7日起改為星期一至四) | 中天娛樂台 星期一至五22:00～23:00(自2008年11月7日起改為星期一至四)      | 中天娛樂台 星期一至五22:00～23:00(自2008年11月7日起改為星期一至四) |
| ------------------------------------------------------------------ | ----------------------------------------------------------------------- | ------------------------------------------------------------------ |
|                                                                    | 超級大頭目 2008年7月14日-2009年2月26日 2009年3月2日-2009年3月19日(重播) |                                                                    |
| 星光的孩子們 2008年7月11日                                         | 鹿鼎記 2009年3月23日-                                                   |                                                                    |